# Amira Arras
Amira Arras (em árabe: عميرة أراس) é uma cidade e comuna localizada na província de Mila, Argélia. Segundo o censo de 2008, a população total da cidade era de 19 405 habitantes.